# خالد العبود (بازیکن فوتبال)
خالد العبود (عربی: خالد العبود؛ زادهٔ ۱ مهٔ ۱۹۹۰) یک ورزشکار اهل عربستان سعودی است.
از باشگاه‌هایی که در آن بازی کرده‌است می‌توان به باشگاه فوتبال الاتفاق عربستان سعودی اشاره کرد.